# Der Duft von wildem Thymian
Der Duft von wildem Thymian (Originaltitel: Wild Mountain Thyme) ist ein romantisches Filmdrama von John Patrick Shanley, das am 11. Dezember 2020 in die US-Kinos kam. Der Film basiert auf Shanleys Stück Outside Mullingar, das im Januar 2014 am Samuel J. Friedman Theater uraufgeführt wurde.

## Handlung
Im Norden des irischen County Mayo, irgendwo zwischen Ballina und Crossmolina, entwickelt sich zwischen zwei Familien ein Streit um ein Stückchen Land.

## Produktion

### Vorlage und Filmstab
Regie führte der US-amerikanische Theater- und Drehbuchautor John Patrick Shanley. Wild Mountain Thyme basiert auf seinem eigenen Stück Outside Mullingar, das der irischstämmige Shanley für den Film adaptierte.
Im Stück hat Anthony Reilly Jahre lang die Familienfarm in den irischen Midlands bewirtschaftet, und sein Vater Tony gibt auch zu, dass er hart und gut gearbeitet hat. Allerdings wirft er seinem Sohn vor, aus ihm würde niemals ein wahrer Mann werden, und weil der 42-jährige Anthony noch immer unverheiratet ist, droht er, womöglich alles an dessen Cousin Adam zu verkaufen, der in den USA lebt, damit das Land in der Familie bleibt. Tony ist nicht der einzige, der sich Gedanken über die Verteilung seines Erbes machen muss. Die Witwe Aoife Muldoon hat gerade ihren Ehemann Christopher zu Grabe getragen und ist nun Besitzerin der benachbarten Ländereien. Bei einem Tee redet sie mit Tony über ihren eigenen bevorstehenden Tod und wer von ihnen früher das Zeitliche segnen wird.
Es gibt jedoch ein Problem, denn Tony hat vor einiger Zeit aufgrund eines finanziellen Engpasses ein Stück des Landes an Muldoon verkauft, das jedoch als Zugang zur Reilly-Farm dient, was einen Verkauf schwierig gestalten könnte. Dieses Stück Land gehört mittlerweile aber nicht mehr der Witwe Muldoon, sondern ihrer Tochter Rosemary. Da diese die Pläne der beiden Alten in der Küche belauscht hat, will sie Anthony davon erzählen, in den sie irgendwie immer ein wenig verliebt war, auch wenn der sie als Kind schlecht behandelte.
Outside Mullingar wurde im Januar 2014 am Samuel J. Friedman Theater uraufgeführt, mit Brían F. O’Byrne und Debra Messing in den Rollen von Anthony und Rosemary. Im Rahmen der Tony Awards 2014 war Outside Mullingar als bestes Theaterstück nominiert.

### Besetzung und Synchronisation
| Darsteller         | Synchronsprecher   | Rolle            |
| ------------------ | ------------------ | ---------------- |
| Jamie Dornan       | Johannes Raspe     | Anthony Reilly   |
| Emily Blunt        | Bianca Krahl       | Rosemary Muldoon |
| Christopher Walken | Bodo Wolf          | Tony Reilly      |
| Jon Hamm           | Sascha Rotermund   | Adam             |
| Dearbhla Molloy    | Katharina Lopinski | Aoife Muldoon    |
| Don Wycherley      | Frank Röth         | Chris Muldoon    |
| Darragh O’Kane     | Kian Weichert      | Anthony (jung)   |

In der Verfilmung übernahm Emily Blunt die Rolle von Rosemary, die ursprünglich für Holliday Grainger vorgesehen war, während Jamie Dornan Anthony spielt. Christopher Walken ist in der Rolle von Anthonys herrschsüchtigem Vater zu sehen. Dearbhla Molloy spielt die Witwe Aoife, Jon Hamm den aus den USA nach Irland kommenden Adam.
Die deutschsprachige Synchronisation entstand nach einem Dialogbuch und der Dialogregie von Hilke Flickenschildt im Auftrag der Iyuno Media Germany in Berlin.

### Dreharbeiten

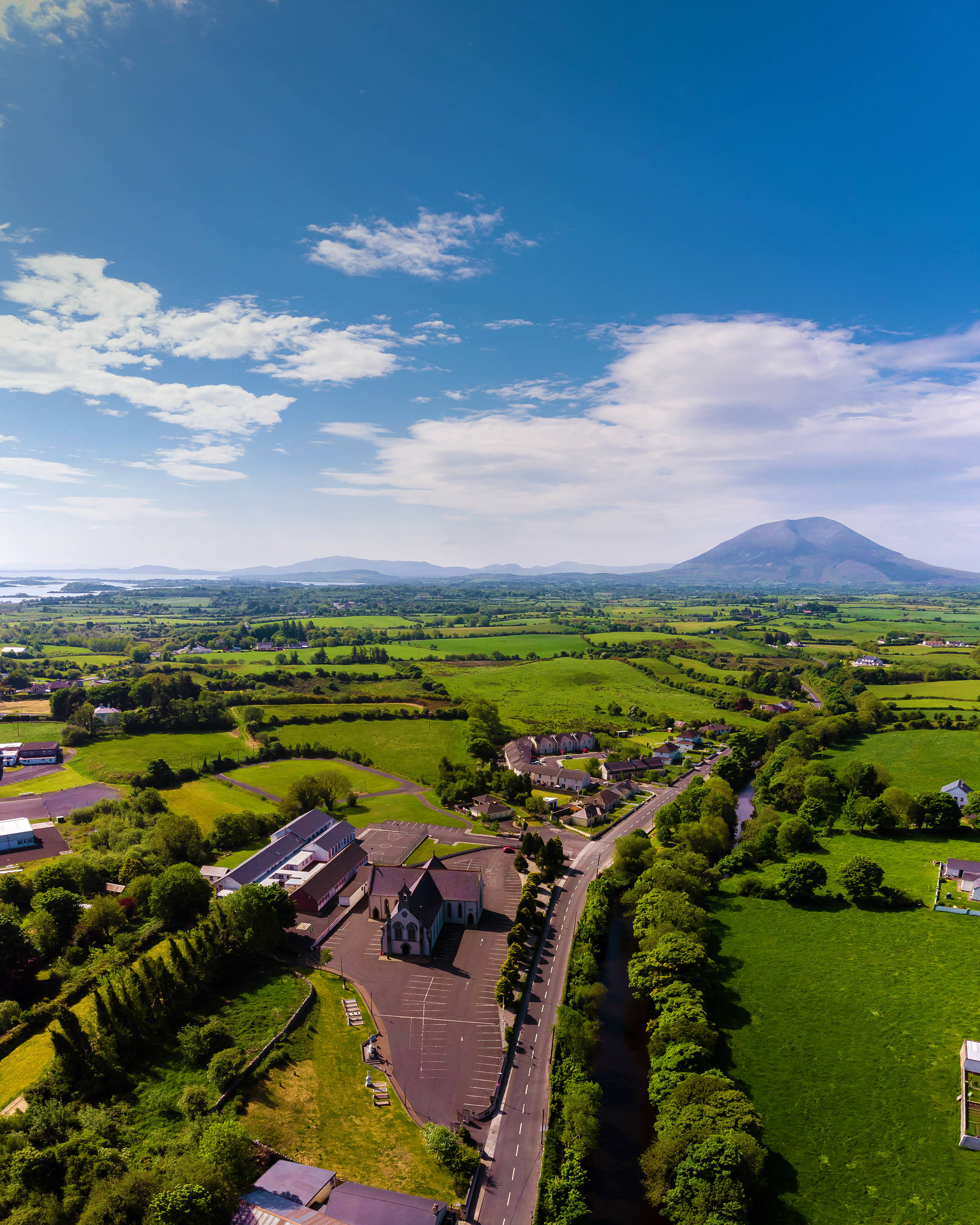
Gedreht wurde im County Mayo, hier ein Blick auf Crossmolina

Die Dreharbeiten fanden im Spätsommer und Herbst 2019 im County Mayo in Irland statt, so in Ballina, in dem Dörfchen Cong und in „The Thatch Inn“, einem Pub in Crossmolina, wo Blunt für ihre Rolle lernte, ein Guinness zu zapfen.

### Filmmusik und Veröffentlichung
Die Filmmusik komponierte Amelia Warner, Dornans Ehefrau. Die irische Singer-Songwriterin und Grammy-Gewinnerin Sinéad O’Connor steuerte das Lied I’ll Be Singing bei, geschrieben von Warner und dem Regisseur.
Der Film kam am 11. Dezember 2020 in die US-Kinos und erschien zu diesem Zeitpunkt auch als Video-on-Demand.

## Rezeption

### Filmgenre und Altersfreigabe
Shanley selbst wehrt sich gegen den Begriff „romantische Komödie“ und beschreibt den Film als eine „lyrische Romanze“, weil die Menschen auf einer Farm in Irland, die er vor Jahren mit seinem Vater besuchte, in Versen sprachen, eine Art sich auszudrücken, die er nie zuvor gehört hatte.
In den USA wurde der Film von der MPAA als PG-13 eingestuft. In Deutschland wurde der Film von der FSK ab 12 Jahren freigegeben.

### Kritiken

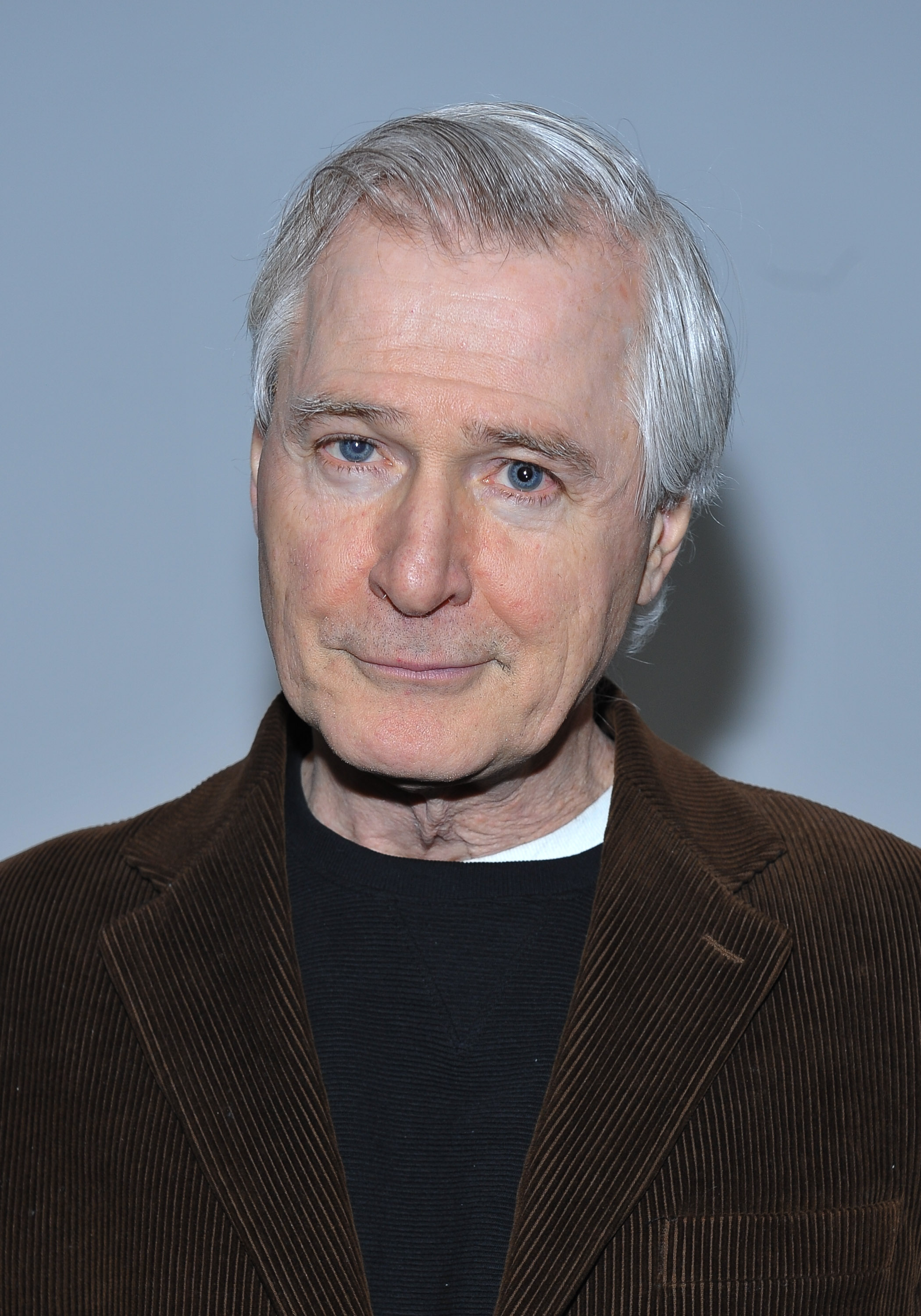
Regisseur John Patrick Shanley

Die Filmkritikerin Antje Wessels schreibt, es sei heute vermutlich noch deutlich schwerer, dass John Patrick Shanleys irische Romcom Der Duft von wildem Thymian einen ähnlich ehrenwerten Status wie einst Tommy Wiseaus Herzensprojekt The Room erlangen werde. Das rar gewordene Prädikat „so schlecht, dass es schon wieder gut ist“ wiederum könne an dieser Stelle allerdings schon mal vergeben werden. Trotz eines Ensembles, das namhafter kaum sein könne, mit Emily Blunt, Jon Hamm und Christopher Walken, wisse man schnell nicht mehr, worauf all das hier wohl später hinauslaufen werde, und was bei so ziemlich jedem anderen Film verheißungsvoll unberechenbar klinge, sei in diesem Fall der vollkommen hanebüchenen Aneinanderreihung wirrer Szenen mit noch wirreren Dialogen, vorgetragen von kaum wiederzuerkennenden Hollywood-Großkalibern geschuldet. Nach einer knappen halben Stunde wisse man immer noch nicht, wer hier eigentlich wer sei, und wenn sich aus dem Kuddelmuddel irgendwann herauskristallisiere, dass es hier wohl eigentlich um die Liebesgeschichte zwischen Rosemary und Anthony gehen solle, sorgten auch noch bis kurz vor Schluss die vogelwilden Zeitsprünge, Szenenwechsel und zusammenhanglosen Dialoge dafür, dass man die Beziehung der beiden Zeitgenossen nicht annähernd einschätzen könne.

### Auszeichnungen
Hollywood Music in Media Awards 2021
- Nominierung für die Beste Filmmusik – Independentfilm
- Nominierung als Bester Song – Independentfilm („I’ll Be Singing“, geschrieben von Amelia Warner und John Patrick Shanley, gesungen von Sinéad O’Connor)[19]

World Soundtrack Awards 2021
- Nominierung für den Public Choice Award (Amelia Warner)[20]